# Iamnia
Iamnia fou una ciutat dels filisteus que fou assignada a la tribu de Judà. Fou una de les ciutats filistees ocupades i destruïdes pel rei Usies. Sota Cal·lígula va ser la ciutat on va esclatar la revolta dels jueus que després es va escampar, quant l'emperador va voler profanar el temple de Jerusalem, del que en fou dissuadit per Herodes II Agripa. La revolta hauria esclatat quant el recaptador romà, Capito, va voler erigir un altar a l'emperador aprofitant l'existència a la ciutat d'una minoria de gentils, provocant la revolta de la majoria dels jueus, que van destruir l'altar.
Al primer llibre dels macabeus s'esmenta la ciutat com ubicada a una plana, però al segon llibre es diu que tenia port i vaixells que foren incendiats pels macabeus, i la lluminària que produí l'incendi es va veure des Jerusalem. Plini la situa entre Ashod (Azotus) i Joppa i diu que era l'arsenal naval de Gaza, Azotus i Ascaló; Eusebi la situa entre Diòspolis (Lydda) i Azotus.
Les seves ruïnes es diuen Yebna i són en un turonet a poca distància de la costa (uns 5 km), mentre que a la costa mateix hi havia un port; per comunicar la ciutat i el port els romans van construir un pont al lloc anomenat Nahr al-Rushbia, del que encara queden unes ruïnes.